# Eulaira chelata
Eulaira chelata là một loài nhện trong họ Linyphiidae.
Loài này thuộc chi Eulaira. Eulaira chelata được Ralph Vary Chamberlin & Wilton Ivie miêu tả năm 1939.